# Ли, Джим (музыкант)
Джим Ли, полное имя Джеймс Уайлд Ли (англ. James Whild Lea, 14 июня 1949 в Вулвергемптоне, Стаффордшир) — британский музыкант, играющий на бас-гитаре, клавишных, скрипке, гитаре, наиболее известный как бас-гитарист и бэк-вокалист группы Slade.

## Карьера
Джим Ли был самым опытным музыкантом в составе «Slade». Первым его инструментом была скрипка, играть на которой его вдохновил французский джазовый скрипач Стефан Граппелли. Джим играл в молодёжном оркестре Стаффордшира и с отличием сдал экзамен по классу скрипки в Лондонской музыкальной школе. Потом он стал играть на пианино, гитаре и, наконец, бас-гитаре.
Он играл на гитаре и басу в школьной группе «Nick and The Axemen», потом его пригласили в группу «'N Betweens'», где уже играли барабанщик Дон Пауэлл, гитарист Дейв Хилл и вокалист Джонни Хауэлс, которого позже заменил Нодди Холдер. Группа сменила название на «Slade» и добилась всемирного успеха.
Ли и Холдер были ведущими композиторами «Slade» и вдвоём сочинили почти весь репертуар группы. В основном Ли писал музыку, а Холдер — слова.
В 1979 году, когда популярность «Slade» немного упала, Ли создал сторонний проект, группу «The Dummies», со своим братом Фрэнком и женой Луизой. Группа записала три сингла — «When The Lights Are Out» (кавер песни «Slade» из альбома «Old New Borrowed and Blue»), «Didn’t You Use To Use To Be You» и «Maybe Tonight». Все три песни приобрели популярность на радио, но покупали их неохотно. «Didn’t You Use To Use To Be You» была в плей-листе первой станции Би-би-си, что означало прогноз на попадание в десятку. На обложке сингла была фотография дочери Ли, Бонни. Ведущий вокал в «Maybe Tonight» спел Рой Вуд из «Wizzard», четыре строчки спел Холдер. В 1992 году вышел альбом «A Day in the Life of the Dummies», включающий весь материал группы.
В 1980-х Ли продюсировал все сессии звукозаписи «Slade», кроме нескольких сингловых. Иногда на записи он играл гитарные партии вместо Холдера или Хилла. В 1982 году Ли выпустил сингл «One Hit Wonder»/«Ain’t Love Ain’t Bad» под именем «China Dolls». «One Hit Wonder» была переработкой песни «The Dummies» «Didn’t You Use To Use To Be You». В том же году Ли под именем «Greenfields of Tong» выпустил сингл «Poland» — переработку песни «Slade» «Lemme Love Into Ya».
В 1983 году Холдер и Ли спродюсировали кавер группы «Girlschool» на песню «T. Rex (группа)» «20th Century Boy» и их же альбом «Play Dirty» с двумя каверами на песни «Slade» — «Burning in the Heat of Love» и «High and Dry». Джим продюсировал песни для актрисы Сью Скэддинг и певца и актёра Гэри Холтона. В 1985 вышел единственный сольный сингл Ли, «Citizen Kane» авторства Холдера и Ли, бэк-вокал на котором спел Холдер.
Джим Ли ушёл из «Slade» в 1991 году, после ухода Нодди Холдера, считая, что будущее у группы может быть только с полным составом. Однако Дейв Хилл и Дон Пауэлл взяли новых музыкантов и продолжали выступать под названием «Slade II» (в 1998 году снова сократили его до «Slade»). Он начал изучать психотерапию, но основным его занятием оставалась музыка. В 1990-х он выпустил несколько синглов под разными именами: Gang of Angels, Whild, The X Specials и Jimbo feat Bull.
«Slade» прекратили выступления в 1994 году, и после ухода из группы Ли выступил на сцене всего дважды: во время местной акции протеста против строительства автодороги в своём районе и в благотворительном концерте в Билстоне 16 ноября 2002 года. Запись последнего выступления можно купить на сайте Джима Ли.
В 2007 году вышел первый сольный альбом Ли, «Therapy», на котором стоит его полное имя — Джеймс Уайлд Ли. В альбом включена переработка последнего сингла «Slade» 1991 года — «Universe».

## Дискография

### Альбомы
- 1991 The Dummies — A Day In The Life Of The Dummies
- 2007 James Whild Lea — Therapy
- 2007 Jim Lea — Replugged (официальный бутлег концерта 16 ноября 2002 года)
- 2018 Jim Lea - Lost In Space

### Синглы
- 1979 The Dummies — «When The Lights Are Out»
- 1980 The Dummies — «Didn’t You Use To Use To Be You»
- 1981 The Dummies — «Maybe Tonight»
- 1982 China Dolls — «Ain’t Love Ain’t Bad»
- 1985 Jimmy Lea — «Citizen Kane»
- 1990 The Clout — «We’ll Bring The House Down»
- 1994 Gang Of Angels — «Hello Goodbye»
- 1995 Greenfields Of Tong — «Poland»
- 1996 Jimbo feat Bull — «Coz I Luv You»
- 1999 Whild — «I’ll Be John, You Be Yoko»